# St. Anton in Walten

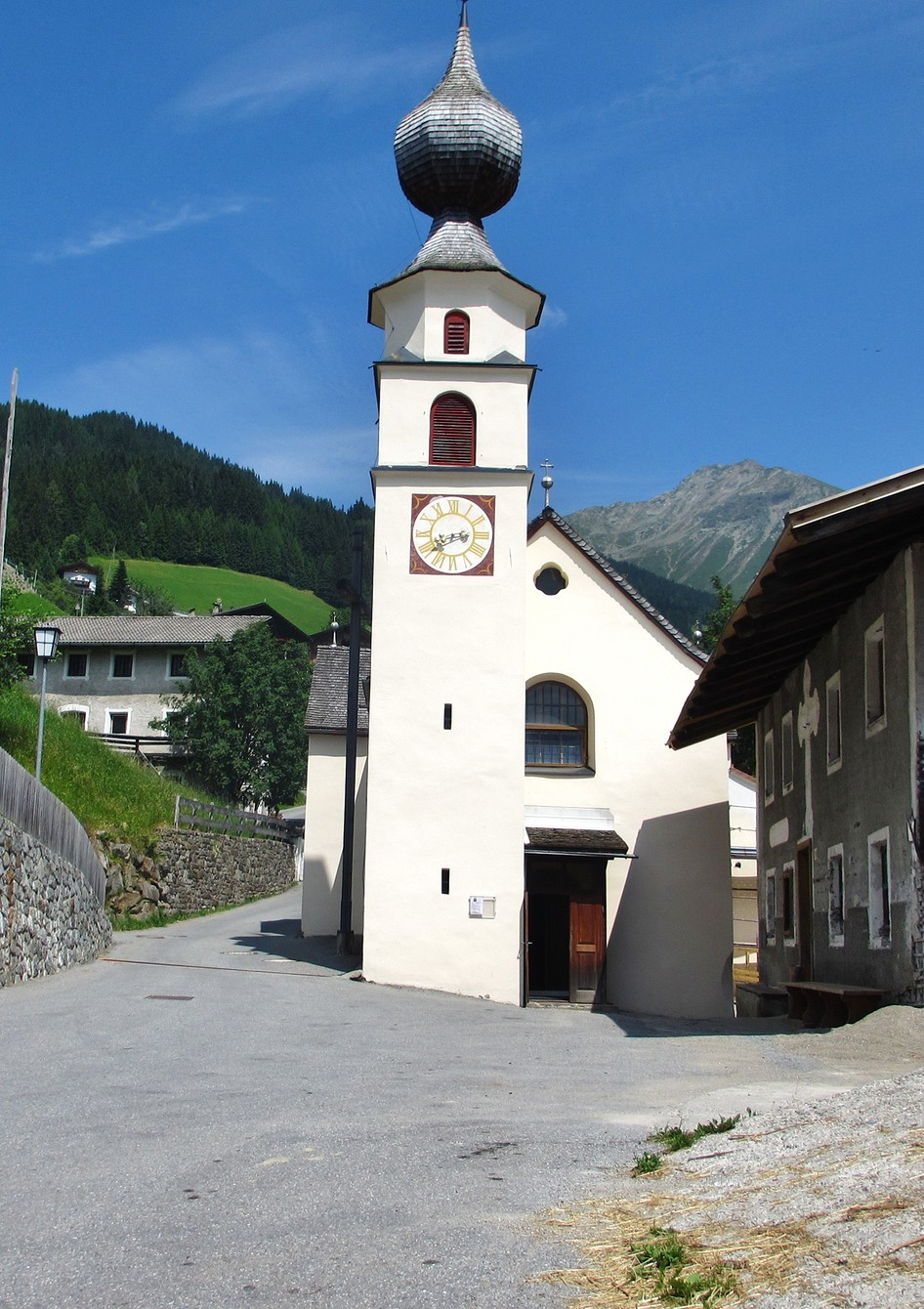
St. Anton in Walten

St. Anton ist die römisch-katholische Pfarrkirche von Walten, einer Fraktion der Gemeinde St. Leonhard in Passeier in Südtirol. Am 23. April 1982 erfolgte die Unterschutzstellung von Seiten des Südtiroler Landesdenkmalamtes. Die Kirche ist dem heiligen Antonius von Padua geweiht. Das Patroziniumsfest ist der 13. Juni.

## Geschichte
Walten gehörte zunächst zur Pfarre St. Leonhard. Auf bitten der Gemeinde ließ der Deutsche Orden 1701 als Patronatsherr in Walten eine neue Kapelle inkl. Kaplanei errichten, mit der Auflage, dass der Kaplan ohne Erlaubnis des Ordens keine öffentliche Andachten abhalten durfte, sowie die Kaplanei der Pfarre St. Leonhard als Mutterkirche mit allen Rechten unterworfen blieb. Am 22. April 1761 erhielt Walten einen eigenen Kaplan, für dessen Unterhalt die umliegenden Berghöfe dem Kirchenprobst einen jährlichen Beitrag zahlten, aus dem der Priester 100 Gulden für die wöchentliche Messe bezog. 1792 wurde die Kirche auf Initiative des Frühmessers Johann Brugger erweitert und 1851 unter dem Kaplan Josef Ueberbacher in die heutige kreuzförmige Form gebracht. Den Neubau weihte 1854 der Bischof von Trient Johann Nepomuk von Tischiderer.

## Beschreibung
Bei der Kirche handelt es sich um einen kreuzförmigen Bau im Stil des Neubarocks. Das Langhaus überspannt ein Tonnengewölbe. Der Turm an der Frontseite besitzt eine Zwiebelhaube, die wie das Langhaus mit Schindeln gedeckt ist.